# Sả mỏ rộng
Pelargopsis capensis là một loài chim trong họ Alcedinidae.

## Phân loài
Có 13 phân loài đã được công nhận:
- P. c. capensis
- P. c. osmastoni
- P. c. intermedia
- P. c. burmanica
- P. c. malaccensis
- P. c. cyanopteryx
- P. c. simalurensis
- P. c. sodalis
- P. c. innominata
- P. c. javana
- P. c. floresiana
- P. c. gouldi
- P. c. gigantea